# Charles McLaren, 1. baron Aberconway
Charles McLaren, 1. baron Aberconway (12. května 1850, Edinburgh – 23. ledna 1934, Londýn) známý také jako Sir Charles McLaren, 1. baronet, byl skotský právník a liberální politik.

## Život
Narodil se 12. května 1850 v Edinburghu jako syn Duncana McLarena a Priscilly Bright. Vzdělával se na Grove House School a studoval na univerzitě Heidelberg a univerzitě v Bonnu. Získal magisterský titul.
Dne 6. března 1877 se oženil s Laurou s dcerou chemika Henryho Davise Pochina. Spolu měli čtyři děti:
- Florence Priscilla McLaren
- Henry McLaren, 2. baron Aberconway
- Elsie Dorothea McLaren
- Francis McLaren

Po univerzitě začal s žurnalismem a později odešel na práva. V Lincoln's Inn se stal advokátem. Roku 1880 byl zvolen do Dolní sněmovny Spojeného království jako člen parlamentu za Stafford a později za Bosworth.
Roku 1897 byl jmenován královniným advokátem a roku 1902 byl povýšen do šlechtického stavu baroneta z Bodnantu. Roku 1911 byl opět povýšen a to na barona Aberconway.
Byl přítelem malíře Jamese McNeilla Whistlera.
Zemřel 23. ledna 1934 v Londýně.